# Белоглазово (Омская область)
Белогла́зово — село в Тюкалинском районе Омской области. Административный центр Белоглазовского сельского поселения.

## История
В 1928 году село состояло из 174 хозяйств, основное население — русские. В административном отношении являлось центром Белоглазовского сельсовета Тюкалинского района Омского округа Сибирского края.

## Население
| 1926 | 2010 |
| ---- | ---- |
| 781  | ↘352 |

## Известные уроженцы
- Сигов, Василий Иванович (1919—1987) — советский военнослужащий, старшина 1-й статьи, Герой Советского Союза.